# Quarouble
Quarouble est une commune française située dans le département du Nord, en région Hauts-de-France. Adhérente à l'intercommunalité de la Communauté d'agglomération de Valenciennes Métropole, Quarouble fait également partie de l'unité urbaine de Valenciennes qui est la troisième du département du Nord.

## Géographie

### Description
Quarouble est une ville du Valenciennois proche de la frontière franco-belge, située à 9 km au nord-est de Valenciennes, 25 km de Mons et une cinquantaine au sud-est de Lille. Elle est traversée par l'autoroute A2 et desservie par l'ex-route nationale 30 (devenue RD 630).
Elle fait partie du parc naturel régional Scarpe-Escaut.
La ville est concernée par le projet de création de la ligne D du Tramway de Valenciennes.

### Communes limitrophes
| Condé-sur-l'Escaut Fresnes-sur-Escaut | Thivencelle |                       |
| Vicq Onnaing                          | Quarouble   | Crespin Quiévrechain  |
|                                       |             | Rombies-et-Marchipont |

### Hydrographie

#### Réseau hydrographique
La commune est située dans le bassin Artois-Picardie. Elle est drainée par le Courant des Vaucelles et divers autres petits cours d'eau,.

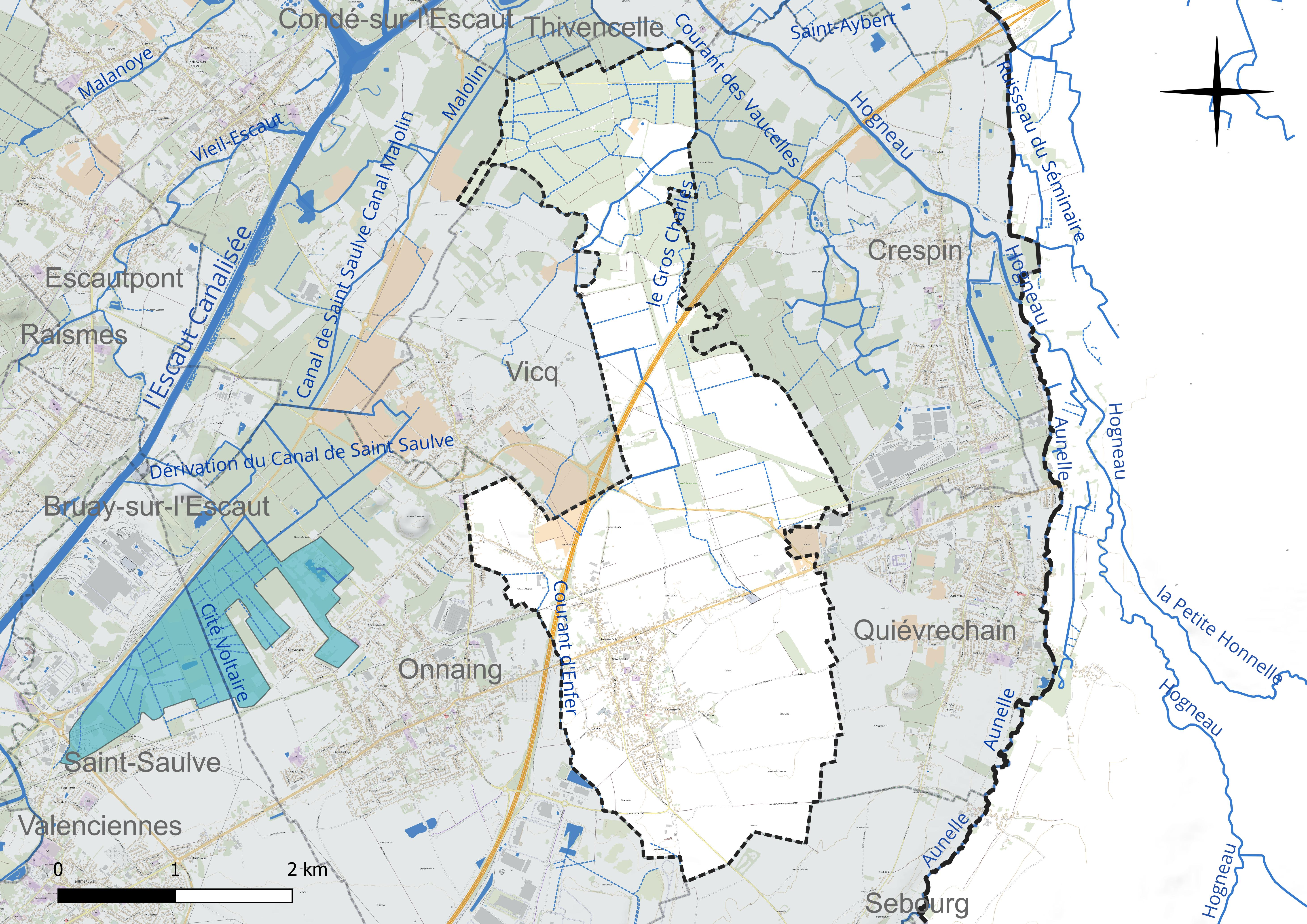
Réseau hydrographique de Quarouble.

#### Gestion et qualité des eaux
Le territoire communal est couvert par le schéma d'aménagement et de gestion des eaux (SAGE) « Escaut ». Ce document de planification concerne un territoire de 2 005 km2 de superficie, délimité par le bassin versant de l'Escaut. Le périmètre a été arrêté le 9 juin 2006 et le SAGE proprement dit a été approuvé le 13 juillet 2021. La structure porteuse de l'élaboration et de la mise en œuvre est le syndicat mixte Escaut et Affluents (SyMEA). 
La qualité des cours d'eau peut être consultée sur un site dédié géré par les agences de l'eau et l'Agence française pour la biodiversité. 

### Climat
Pour des articles plus généraux, voir Climat des Hauts-de-France et Climat du Nord.
En 2010, le climat de la commune est de type climat océanique dégradé des plaines du Centre et du Nord, selon une étude du CNRS s'appuyant sur une série de données couvrant la période 1971-2000. En 2020, Météo-France publie une typologie des climats de la France métropolitaine dans laquelle la commune est exposée à un climat océanique altéré et est dans la région climatique  Nord-est du bassin Parisien, caractérisée par un ensoleillement médiocre, une pluviométrie moyenne régulièrement répartie au cours de l'année et un hiver froid (3 °C). 
Pour la période 1971-2000, la température annuelle moyenne est de 10,6 °C, avec une amplitude thermique annuelle de 14,6 °C. Le cumul annuel moyen de précipitations est de 746 mm, avec 12,1 jours de précipitations en janvier et 9,4 jours en juillet. Pour la période 1991-2020, la température moyenne annuelle observée sur la station météorologique la plus proche, située sur la commune de Valenciennes à 8 km à vol d'oiseau, est de 11,0 °C et le cumul annuel moyen de précipitations est de 694,1 mm,. Pour l'avenir, les paramètres climatiques de la commune estimés pour 2050 selon différents scénarios d'émission de gaz à effet de serre sont consultables sur un site dédié publié par Météo-France en novembre 2022.

## Urbanisme

### Typologie
Au 1er janvier 2024, Quarouble est catégorisée ceinture urbaine, selon la nouvelle grille communale de densité à sept niveaux définie par l'Insee en 2022.
Elle appartient à l'unité urbaine de Valenciennes (partie française), une agglomération internationale regroupant 56  communes, dont elle est une commune de la banlieue,,. Par ailleurs la commune fait partie de l'aire d'attraction de Valenciennes (partie française), dont elle est une commune de la couronne,. Cette aire, qui regroupe 102 communes, est catégorisée dans les aires de 200 000 à moins de 700 000 habitants,.

### Occupation des sols
L'occupation des sols de la commune, telle qu'elle ressort de la base de données européenne d'occupation biophysique des sols Corine Land Cover (CLC), est marquée par l'importance des territoires agricoles (70,3 % en 2018), en diminution par rapport à 1990 (72,8 %). La répartition détaillée en 2018 est la suivante : 
terres arables (35,7 %), prairies (34,7 %), forêts (14,2 %), zones urbanisées (13 %), milieux à végétation arbustive et/ou herbacée (1,8 %), zones industrielles ou commerciales et réseaux de communication (0,6 %). L'évolution de l'occupation des sols de la commune et de ses infrastructures peut être observée sur les différentes représentations cartographiques du territoire : la carte de Cassini (XVIIIe siècle), la carte d'état-major (1820-1866) et les cartes ou photos aériennes de l'IGN pour la période actuelle (1950 à aujourd'hui).

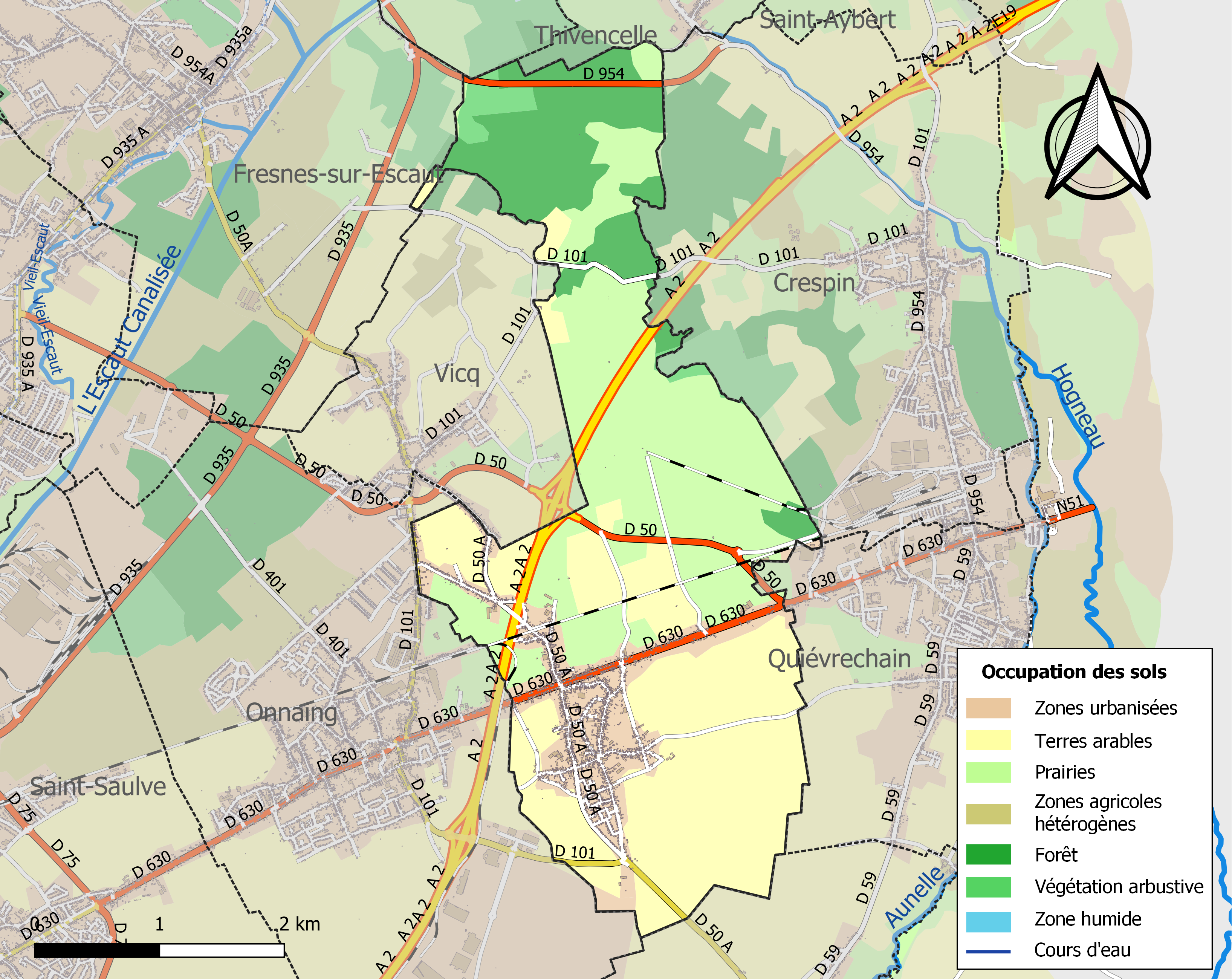
Carte des infrastructures et de l'occupation des sols de la commune en 2018 (CLC).

### Voies de communications et transports
La commune est desservie par les lignes 5 et 116 du réseau Transvilles.

## Histoire

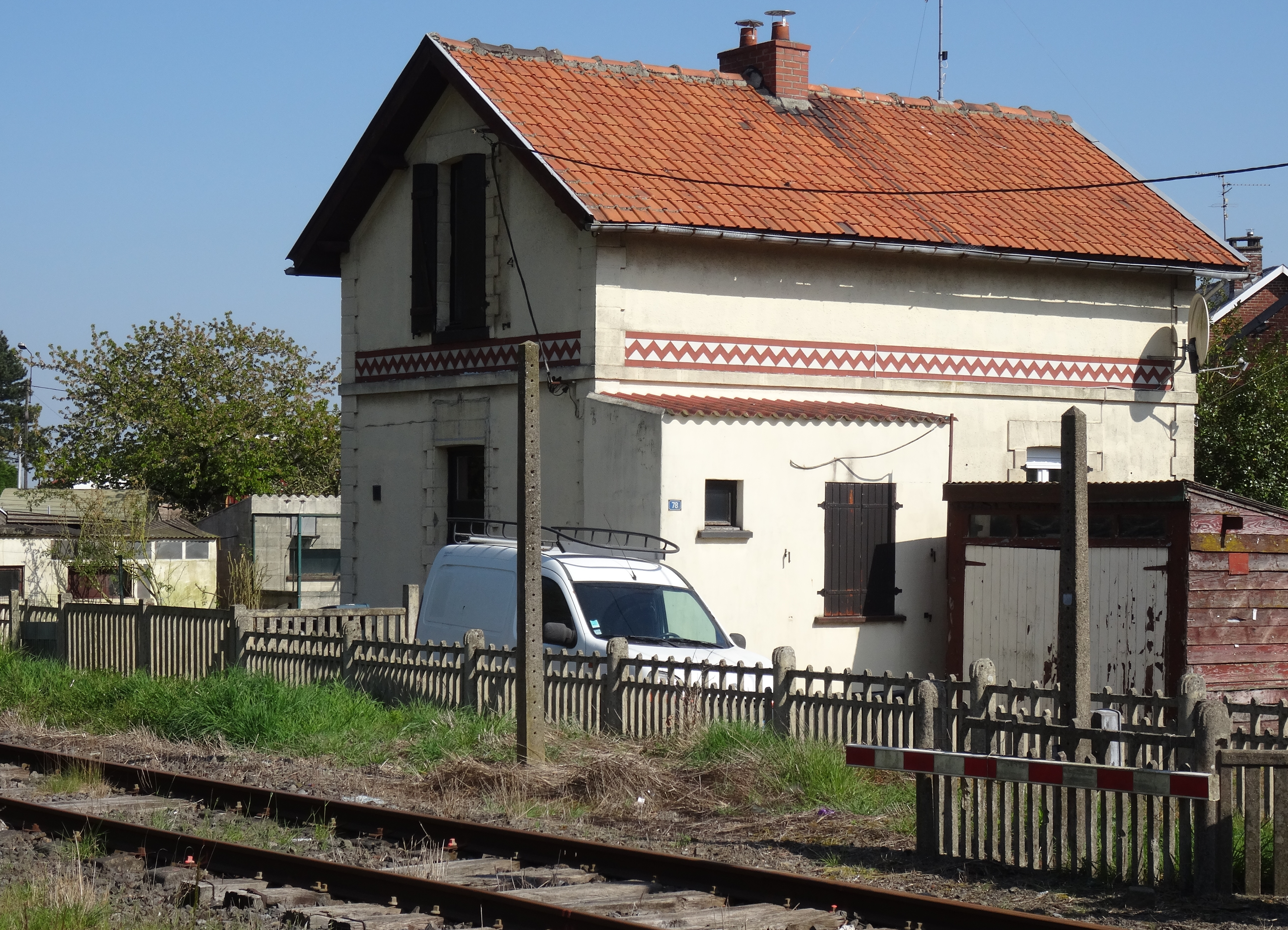
Maison de garde-barrière à Quarouble, sur la ligne de Douai à Blanc-Misseron.

À l'époque féodale, la famille seigneuriale locale porte le nom de Quarouble, et possède aussi Vendegies en partie (avec le fief de Logny, Longnies, Loignies : Lonny ou Lonni), Saultain, Escarmaing. Marguerite, fille de Gilles de Quarouble, apporte Logny à son mari Adrien de Montoye, vicomte de Roul(l)ers, échevin de la Keure de Gand en 1568 et capitaine du château de Gand. Leur fille Marie de Montoye épouse en 1602 Guillaume Ier de Montmorency-Neuville, sire de Mercatel, d'Amougies et Russignies, gouverneur de Lens en 1634, d'où postérité : cette branche des Montmorency aura ainsi Roulers et sera titrée comte de Logny et princes de Montmorency.
La commune a été desservie par l'ancien tramway de Valenciennes de 1883 à 1965, et par la ligne de Douai à Blanc-Misseron de 1842 à 1954. 

## Politique et administration

### Rattachements administratifs et électoraux
Rattachements administratifs
La commune se trouve depuis 1824 dans l'arrondissement de Valenciennes du département du Nord.
Elle faisait partie depuis 1801 du canton de Valenciennes-Est. Dans le cadre du redécoupage cantonal de 2014 en France, cette circonscription administrative territoriale a disparu, et le canton n'est plus qu'une circonscription électorale.
La commune relève du tribunal judiciaire de Valenciennes, de la cour d'appel de Douai, du tribunal pour enfants de Valenciennes, du conseil de prud'hommes de Valenciennes, du tribunal de commerce de Valenciennes, et, dans l'ordre administratif du tribunal administratif de Lille et de la cour administrative d'appel de Douai.
Rattachements électoraux
Pour les élections départementales, la commune fait partie depuis 2014 du canton de Marly
Pour l'élection des députés, elle fait partie de la vingtième circonscription du Nord.

### Intercommunalité
Quarouble est membre de la communauté d'agglomération Valenciennes Métropole, un établissement public de coopération intercommunale (EPCI) à fiscalité propre créé en 2001 et auquel la commune a transféré un certain nombre de ses compétences, dans les conditions déterminées par le code général des collectivités territoriales.
Cette intercommunalité succède à plusieurs autres structures intercommunales.

## Population et société

### Démographie

#### Évolution démographique
L'évolution du nombre d'habitants est connue à travers les recensements de la population effectués dans la commune depuis 1800. Pour les communes de moins de 10 000 habitants, une enquête de recensement portant sur toute la population est réalisée tous les cinq ans, les populations de référence des années intermédiaires étant quant à elles estimées par interpolation ou extrapolation. Pour la commune, le premier recensement exhaustif entrant dans le cadre du nouveau dispositif a été réalisé en 2005.

En 2022, la commune comptait 3 141 habitants, en évolution de +4,18 % par rapport à 2016 (Nord : +0,51 %, France hors Mayotte : +2,11 %).
| 1800  | 1806  | 1821  | 1831  | 1836  | 1841  | 1846  | 1851  | 1856  |
| ----- | ----- | ----- | ----- | ----- | ----- | ----- | ----- | ----- |
| 1 155 | 1 259 | 1 690 | 1 930 | 2 027 | 2 114 | 2 246 | 2 197 | 2 274 |

| 1861  | 1866  | 1872  | 1876  | 1881  | 1886  | 1891  | 1896  | 1901  |
| ----- | ----- | ----- | ----- | ----- | ----- | ----- | ----- | ----- |
| 2 433 | 2 510 | 2 533 | 2 636 | 2 644 | 2 638 | 2 558 | 2 581 | 2 655 |

| 1906  | 1911  | 1921  | 1926  | 1931  | 1936  | 1946  | 1954  | 1962  |
| ----- | ----- | ----- | ----- | ----- | ----- | ----- | ----- | ----- |
| 2 699 | 2 763 | 2 567 | 2 767 | 2 954 | 2 969 | 2 893 | 2 959 | 3 311 |

| 1968  | 1975  | 1982  | 1990  | 1999  | 2005  | 2006  | 2010  | 2015  |
| ----- | ----- | ----- | ----- | ----- | ----- | ----- | ----- | ----- |
| 3 420 | 3 404 | 3 365 | 3 277 | 3 303 | 3 209 | 3 209 | 3 091 | 3 045 |

| 2020  | 2022  | - | - | - | - | - | - | - |
| ----- | ----- | - | - | - | - | - | - | - |
| 3 108 | 3 141 | - | - | - | - | - | - | - |

#### Pyramide des âges
La population de la commune est relativement jeune.
En 2018, le taux de personnes d'un âge inférieur à 30 ans s'élève à 33,9 %, soit en dessous de la moyenne départementale (39,5 %). À l'inverse, le taux de personnes d'âge supérieur à 60 ans est de 27,1 % la même année, alors qu'il est de 22,5 % au niveau départemental.
En 2018, la commune comptait 1 447 hommes pour 1 598 femmes, soit un taux de 52,48 % de femmes, légèrement supérieur au taux départemental (51,77 %).
Les pyramides des âges de la commune et du département s'établissent comme suit.
| Hommes | Classe d’âge | Femmes |
| ------ | ------------ | ------ |
| 1,0    | 90 ou +      | 0,9    |
| 5,3    | 75-89 ans    | 9,1    |
| 19,0   | 60-74 ans    | 18,8   |
| 21,0   | 45-59 ans    | 21,3   |
| 18,5   | 30-44 ans    | 17,2   |
| 16,9   | 15-29 ans    | 15,4   |
| 18,3   | 0-14 ans     | 17,2   |

| Hommes | Classe d’âge | Femmes |
| ------ | ------------ | ------ |
| 0,5    | 90 ou +      | 1,4    |
| 5,3    | 75-89 ans    | 8,1    |
| 14,8   | 60-74 ans    | 16,2   |
| 19,1   | 45-59 ans    | 18,4   |
| 19,5   | 30-44 ans    | 18,7   |
| 20,7   | 15-29 ans    | 19,1   |
| 20,2   | 0-14 ans     | 18     |

## Culture locale et patrimoine

### Personnalités liées à la commune

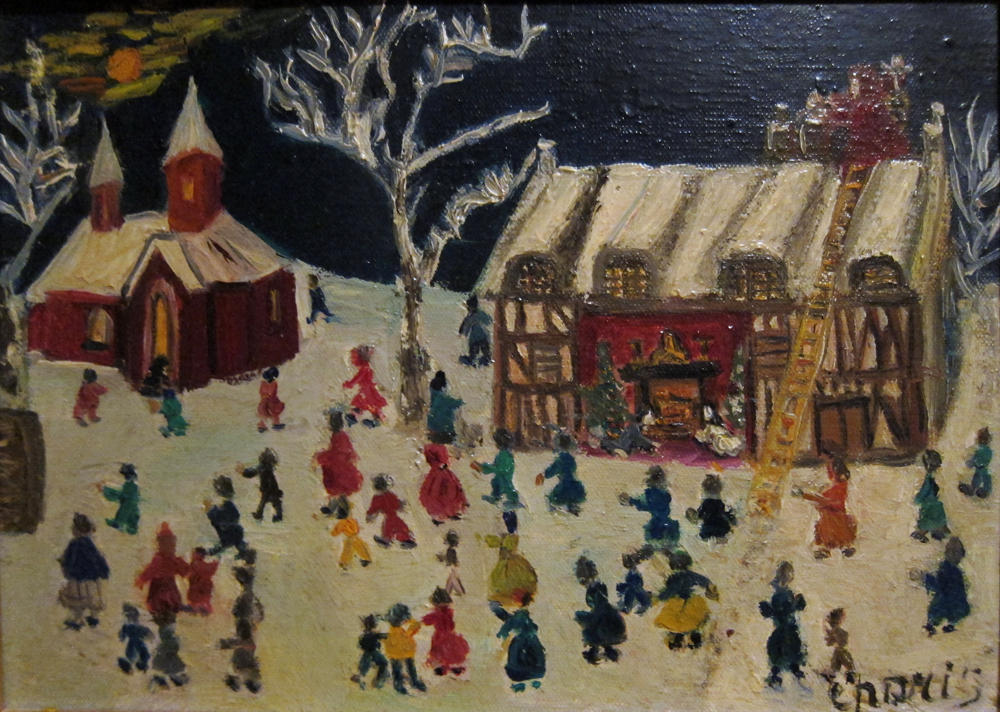
Tableau Nuit de Noël par Élise Nonclerc.

- Éleuthère Mascart né à Quarouble en  1835, physicien. 
Il entre à l'École normale supérieure en 1858 où il est agrégé en 1858 puis docteur ès sciences en 1864. Il demeure d'abord attaché à cette école comme conservateur des collections scientifiques, devient professeur de physique au collège Chaptal puis suppléant de Ragnault au Collège de France. M. Mascart succéde ensuite à Chaptal comme professeur titulaire en 1872, prend la direction du bureau central météorologique en 1878 , et est membre du bureau national et permanent des poids et mesures. Durant ces années, il s'est particulièrement distingué par ses travaux sur l'électricité.
Il est élu en 1884 membre de l'Académie des sciences) en remplacement de M. Jamin, et nommé dans cette académie, secrétaire perpétuel.
Il est chevalier de la Légion d'honneur en 1871 et est élevé au grade de  commandeur en  1889. Il est nommé comme président de classe à l'exposition universelle.
- Emmanuel Coquelet, né à Quarouble le 27 février 1975, ancien footballeur professionnel. Finaliste de la Coupe de France de football 2000-2001 sous les couleurs du Amiens Sporting Club. Actuel entraineur du Football Club de Quarouble.
- Élise Nonclerc dite Grand'Mère Paris, née à Quarouble  en 1906, artiste peintre.
- Marius Dewilde, qui affirme en 1954 avoir vu à Quarouble, en pleine nuit, deux petits êtres et un engin mystérieux, que les journalistes transformèrent en martiens dans une soucoupe volante.

### Héraldique
|  | Les armes de Quarouble se blasonnent ainsi : « D'azur au sautoir d'argent cantonné de quatre macles du même ». |

## Pour approfondir